# Systemsprenger (Film)
Systemsprenger ist ein deutsches Filmdrama von Nora Fingscheidt aus dem Jahr 2019. Der Film stellt ein 9-jähriges Mädchen (dargestellt von Helena Zengel) in den Mittelpunkt, das als titelgebender Systemsprenger einen Leidensweg zwischen wechselnden Pflegefamilien, Aufenthalten in der Psychiatrie und Heimen und erfolglosen Teilnahmen an Anti-Aggressions-Trainings durchläuft.
Die Uraufführung des Films fand am 8. Februar 2019 im Wettbewerb der 69. Berlinale statt. Der offizielle Kinostart in Deutschland war am 19. September 2019. Die Fernsehpremiere hatte der Film am 17. Mai 2021 im Abendprogramm des ZDF.
Systemsprenger hatte Erfolg bei Kritikern und Publikum in Deutschland und gewann auch eine Reihe von deutschen sowie internationalen Film- und Festivalpreisen. 2020 wurde das Sozialdrama mit acht Deutschen Filmpreisen ausgezeichnet, u. a. in den Kategorien Bester Spielfilm, Beste Regie und Bestes Drehbuch sowie für die beiden Hauptdarsteller Helena Zengel und Albrecht Schuch.

## Handlung
Die 9-jährige Bernadette, genannt „Benni“, ist auf den ersten Blick ein fröhliches und freundliches Mädchen. Doch jede Enttäuschung oder jeder Konflikt kann einen unkontrollierten Wutausbruch auslösen, bei dem sie schwere Schäden anrichtet oder andere oder sogar sich selbst verletzt.
Diese Wutausbrüche sind auf ein Trauma zurückzuführen, welches Benni als Baby erlitten hat. Ihr wurde eine Windel ins Gesicht gepresst, sodass sie zu ersticken drohte. Wer ihr das angetan hat, bleibt offen. Dieses Trauma hat außerdem zur Folge, dass Benni Berührungen im Gesicht nicht erträgt und diese eine sofortige heftige, panische und traumatische Reaktion bei ihr auslösen.
Als sogenannter „Systemsprenger“ droht sie durch alle Raster der deutschen Kinder- und Jugendhilfe zu fallen, da sie sich in einem Teufelskreis befindet: Sie sehnt sich nach einer richtigen Familie, ist jedoch nicht dazu in der Lage, die Bedürfnisse anderer Menschen angemessen zu respektieren. Das mündet in den nächsten Wutausbruch, sodass jede Unterbringung scheitert – und jede Enttäuschung macht den nächsten Versuch schwieriger. Von der Förderschule ist sie dauerhaft suspendiert. Am liebsten würde Benni bei ihrer Mutter Bianca leben, doch diese ist damit vollkommen überfordert und hat Angst vor ihr, außerdem hat sie noch zwei jüngere Kinder. Biancas Lebensgefährte Jens wird von Benni gehasst, weil er ihren Entgleisungen mit Härte begegnet, was zu grenzenloser Eskalation führt. Bei einer solchen Auseinandersetzung sperrt Jens Benni in einen Schrank und lässt sie von der Polizei abholen.
Die warmherzige Frau Bafané vom Jugendamt lässt nichts unversucht, Benni zu helfen, und engagiert einen Anti-Aggressions-Trainer: Micha, der dem Boxsport zugetan ist und eigentlich mit jugendlichen Gewalttätern arbeitet, wird offiziell zu Bennis Schulbegleiter ernannt. Nach einigen Auseinandersetzungen schlägt er vor, mit Benni drei Wochen in einer einsamen Hütte im Wald zu verbringen. Nach kurzen Anlaufproblemen lässt sich Benni darauf ein, da sie Micha mag, und es wird für sie ein erlebnisreicher und wohltuender Aufenthalt. Doch als Micha sie anschließend in ihre Wohnstelle zurückbringt, klammert sie sich an ihn und zwingt ihn dazu, sie noch eine Nacht zu sich nach Hause zu nehmen. Micha bemerkt, wie er die nötige therapeutische Distanz zu ihr verliert, zumal sie ihn schon als Ersatzvater betrachtet, ihm auch körperlich zu nahe kommt und sich offenbar zum Ziel gesetzt hat, von ihm adoptiert zu werden. Er möchte den Fall abgeben, was ihm Frau Bafané auszureden versucht.
Überraschend bietet Bianca an, ihre Tochter wieder bei sich aufzunehmen – sie habe sich von Jens getrennt. Damit löst sie größte Freude bei Benni aus. Doch bei der Besprechung des weiteren Vorgehens schiebt Bianca ihre schon gegebene Zusage in unbestimmte Zukunft und lässt Benni ohne Abschied zurück. Frau Bafané, die ihr nachgelaufen ist, muss der verstörten Benni diese neue Enttäuschung überbringen, erleidet dabei selbst einen Nervenzusammenbruch und wird von Benni liebevoll getröstet. Auch die Unterbringung bei einer früheren Pflegemutter schlägt fehl, als Benni ein dort wohnendes jüngeres Pflegekind bei einem Wutausbruch schwer verletzt.
Nun kommen als letzte Optionen nur noch die pädagogisch geschlossene Unterbringung oder ein längerer Auslandsaufenthalt in Betracht. Benni flüchtet zu Michas Familie, wobei nun Michas Frau sich bereiterklärt, sie für eine Nacht aufzunehmen. Am nächsten Morgen wacht Benni früh auf, nimmt Michas Sohn Aaron, gibt ihm sein Fläschchen und spielt liebevoll mit ihm.
Kurioserweise kann Aaron Benni im Gesicht berühren, ohne dass Benni eine traumatische Reaktion zeigt. Als die Mutter Aaron von Benni zurückfordert, weigert Benni sich, brüllt sie an und schließt sich und Aaron im Bad ein. Micha wird durch den Tumult wach und tritt aus Angst um seinen Sohn die Badtür ein. Benni ist aber schon aus dem Badfenster geflüchtet und rennt Richtung Wald. Micha rennt ihr hinterher und ruft ihr nach, sie solle stehen bleiben. Benni tut das, dreht sich kurz um, beide blicken sich an. Schließlich beleidigt Benni Micha und rennt weiter in den Wald. Stunden später wird sie unterkühlt gefunden und ins Krankenhaus gebracht.
Der Versuch, Benni als letzte Maßnahme auf einen Auslandsaufenthalt nach Afrika zu schicken, schlägt fehl, als sie sich am Flughafen weigert, ihr Kuscheltier röntgen zu lassen und sie aus dem Sicherheitsbereich rennt. Der Film endet damit, dass sie auf dieser Flucht, die ihr offenbar Spaß macht, lachend in die Luft springt. Dabei friert das Bild ein und bekommt Risse, als sei sie gegen eine Glasscheibe gesprungen.

## Produktion

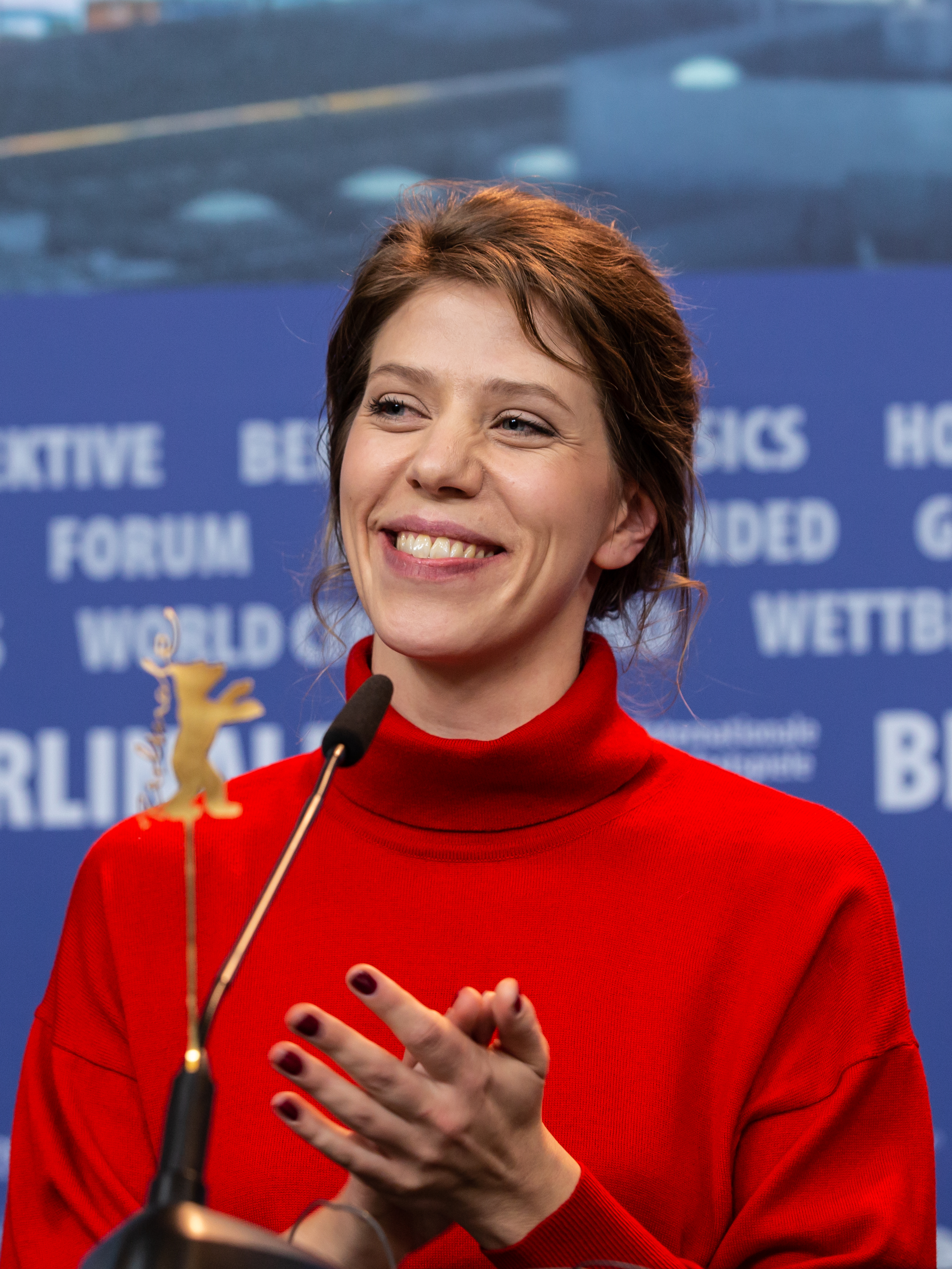
Nora Fingscheidt bei der Vorstellung von Systemsprenger auf der Berlinale 2019

Für Nora Fingscheidt ist Systemsprenger der erste abendfüllende Spielfilm als Regisseurin. Eigenen Angaben zufolge wurde sie auf das Thema bei den Dreharbeiten zur gemeinsam mit Simone Gaul inszenierten Dokumentation Das Haus neben den Gleisen (2014) aufmerksam. Der Film zeigt den Alltag in der Frauenpension Stuttgart, einem Heim für wohnungslose Frauen. Unter den Frauen, die Fingscheidt dort kennenlernte, war auch ein 14-jähriges Mädchen, das als Systemsprenger in keiner anderen Institution der Jugendhilfe mehr Aufnahme gefunden hatte.
Das Drehbuch zum Film schrieb Fingscheidt nach langer Recherche über einen Zeitraum von fünf Jahren. In dieser Zeit lebte oder arbeitete sie in Wohngruppen, in einer Schule für Erziehungshilfe, einer Inobhutnahmestelle, einer Kinderpsychiatrie und führte Gespräche mit Mitarbeitern von Institutionen oder Ämtern sowie Kinder- und Jugendpsychologen. Fingscheidt drehte Systemsprenger eigenen Angaben zufolge, um Verständnis für schwer traumatisierte Kinder wie Benni zu wecken. Sie entschied sich bewusst für ein 9-jähriges Mädchen ohne Migrationshintergrund und vor dem Einsetzen der Pubertät als Hauptfigur, auch wenn Jungen als Systemsprenger in der Überzahl sind. Eigenen Angaben zufolge wollte sie sich damit von „Klischees und vorschnellen Kategorisierungen fernhalten“, wie z. B. der pubertären Rebellion bei einer 14-Jährigen und ähnliche Zuweisungen auf das Geschlecht oder Ethnie, auch sollte der Film daher nicht in Berlin spielen. Einen Dokumentarfilm über Systemsprenger zu drehen, habe für Fingscheidt nie als Option gedient. „Ich wollte ein wildes energiegeladenes audiovisuelles Kinoerlebnis erschaffen, das keinen Anspruch auf Realitätswiedergabe erhebt. Denn die Realität ist viel schlimmer“, so Fingscheidt.

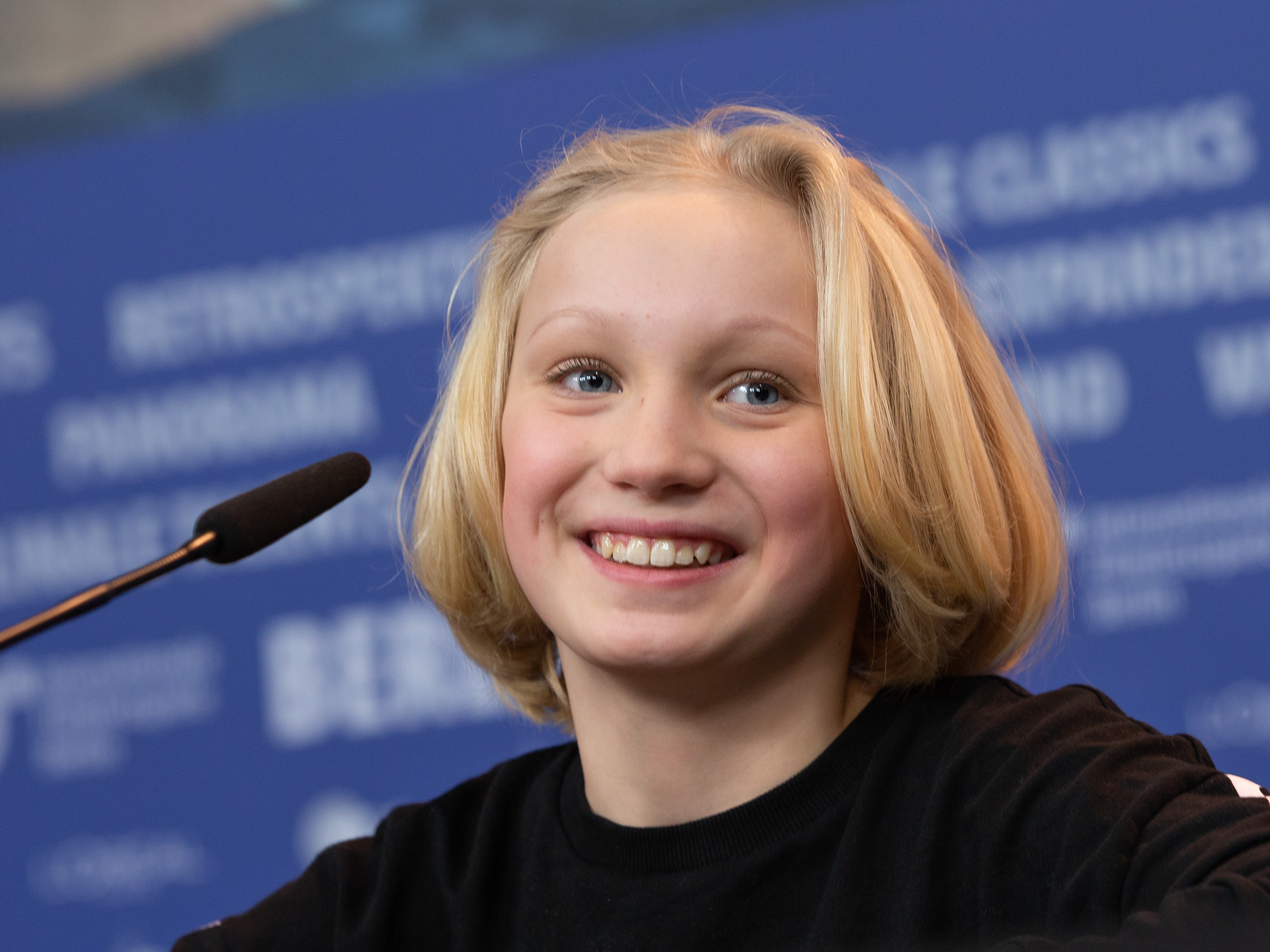
Hauptdarstellerin Helena Zengel auf der Berlinale 2019

Für die Hauptrolle wurde die Berliner Kinderdarstellerin Helena Zengel verpflichtet. Obwohl sich Fingscheidt etwa 150 Mädchen ansah, befand sich Zengel bereits in der ersten Auswahl von zehn Kandidatinnen. Die Filmemacherin kam immer wieder auf das Mädchen zurück. Laut Fingscheidt war sie das einzige Kind, das Aggression gemeinsam mit Not spielen konnte. „Da war nie etwas rein Verzogenes oder Freches zu sehen, es war immer mit Fragilität und Verletzlichkeit verknüpft“, so Fingscheidt. Als Vorbereitung für Systemsprenger las Zengels Mutter zuerst allein mit ihrer Tochter das Drehbuch. Sechs Monate vor Beginn der Dreharbeiten begann Fingscheidt mit dem Mädchen zu arbeiten, das auch bei der Auswahl der Schauspieler bis in die kleinste Nebenrolle mitintegriert war. Bei den eigentlichen Dreharbeiten wurden mit Zengel jeweils einen Tag vorher Texte und Szenen geprobt.
Die Dreharbeiten fanden in Koproduktion mit dem Kleinen Fernsehspiel vom ZDF in Hamburg (u. a. wurde die Abschlussszene am Hamburger Flughafen gedreht), der Lüneburger Heide und Berlin statt. Die Produktion von Weydemann Bros. GmbH, Kineo Filmproduktion und Oma Inge Film wurde in 67 Drehtagen vom 7. November 2017 bis 27. März 2018 abgedreht.

## Rezeption

### Kritiken

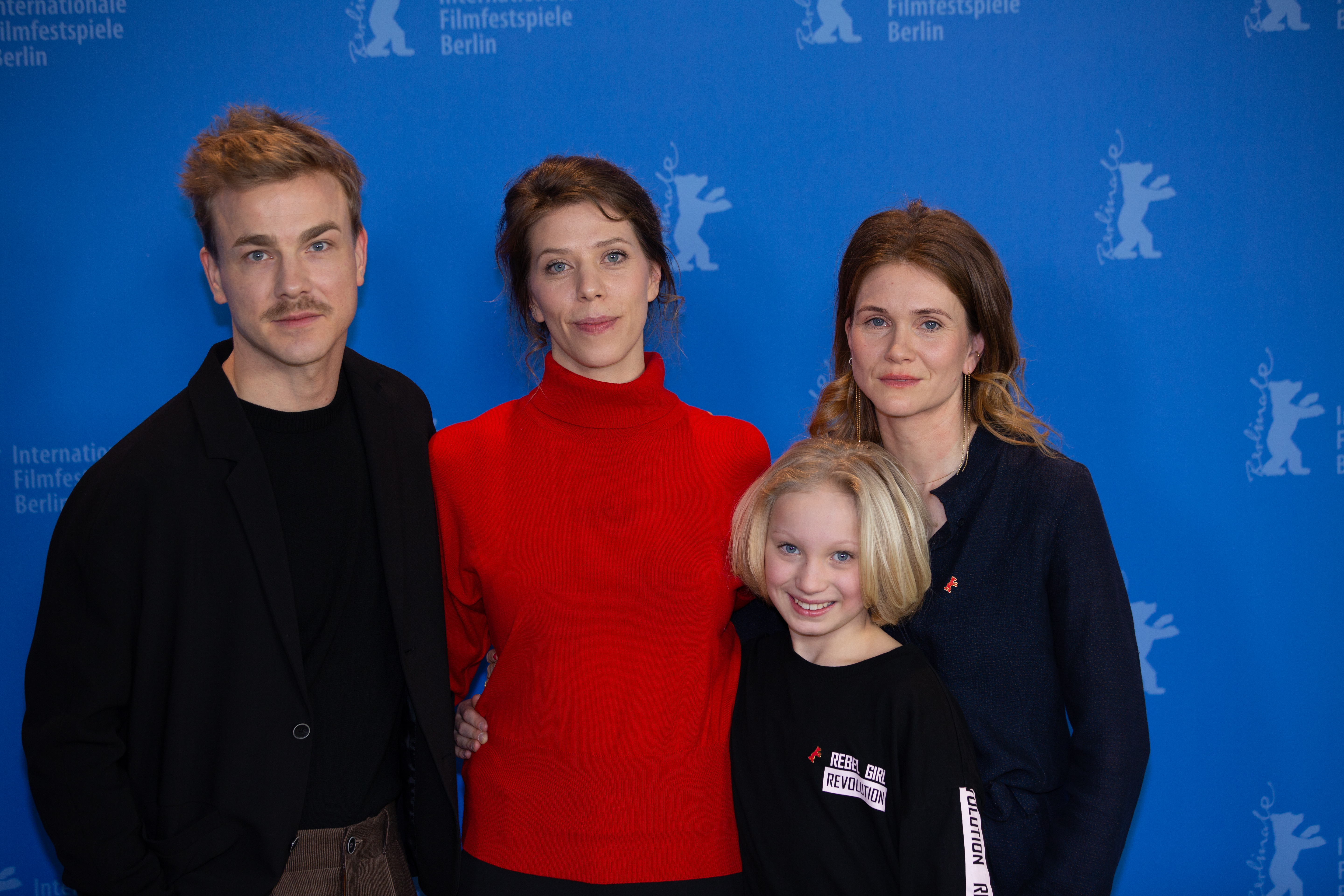
Regisseurin Fingscheidt gemeinsam mit den Schauspielern Albrecht Schuch, Helena Zengel und Lisa Hagmeister auf der Berlinale 2019

Bei der Berlinale 2017 wurde Fingscheidts noch unverfilmtes Drehbuch mit dem Kompagnon-Förderpreis des Programms Berlinale Talents prämiert. Die Jury um Feo Aladag, Sigrid Hoerner und Johannes Naber lobte das Skript als „beklemmendes, einfühlsames und genau recherchiertes Szenario über unser pädagogisches System und ein ergreifendes, humanistisches Plädoyer für die ‚Schwierigen‘, die Nicht-Konformen, die vermeintlich Dysfunktionalen“.
Bei der Uraufführung erhielt Systemsprenger im internationalen Kritikenspiegel der britischen Fachzeitschrift Screen International zwei von vier möglichen Sternen und belegte damit einen 11. Platz unter allen 16 Berlinale-Wettbewerbsfilmen. Emin Alpers Eine Geschichte von drei Schwestern und Nadav Lapids Synonymes (je 3,0) führten die Rangliste an.
Oliver Kaever (Spiegel Online) rezensierte Systemsprenger in einer Kurzkritik als „Anti-Familienfilm“ und lobte die Leistung der Schauspieler als „grandios“, vor allem Hauptdarstellerin Helena Zengel. „Systemsprenger ist ein typischer Debütfilm, in der Wahl der filmischen Mittel überschwänglich, dramaturgisch mäandernd und zu lang, aber seine rohe und ungeschliffene Energie belebt den in dieser Anfangsphase reichlich behäbigen Berlinale-Wettbewerb“, so Kaever.
Ebenfalls ins Lob für die Hauptdarstellerin stimmte Verena Lueken (Frankfurter Allgemeine Zeitung) ein. Sie meinte, Fingscheidt habe kein Sozialdrama gedreht, sondern „Körperkino“, bezeichnete den Film als „Überraschung“ und verwies auf die effektive Tonspur. Wenke Husmann (Zeit Online) stufte in ihrem Resümee zur endenden Berlinale den Film gemeinsam mit Angela Schanelecs Ich war zuhause, aber… als „herausragend“ ein.
Tilmann P. Gangloff gibt dem Film in seiner Besprechung bei tittelbach.tv die volle Punktzahl: 6 Sterne. Der Film sei ein erschütterndes Drama, das auch in der Fernsehausstrahlung niemanden kalt lasse. Die Leistung von Hauptdarstellerin Helena Zengel als Benni beschreibt er als phänomenal. Die Verachtung, die nach einer Provokation aus Bennis Blicken spricht, erinnere den Kritiker an den kindlichen Antichristen Damien aus der Filmreihe „Das Omen“.

### Besucherzahlen in Deutschland
Zum Kinostart in Deutschland zählte Systemsprenger über 43.000 Zuschauer nach dem ersten Wochenende und belegte damit einen unerwartet starken 10. Platz der Kinocharts sowie einen 2. Platz in den von der Arbeitsgemeinschaft Kino – Gilde e. V. erhobenen Arthouse-Kinocharts, hinter dem britischen Historienfilm Downton Abbey. Dabei startete das Sozialdrama mit dem auch im Gesamtmarkt besten Kopienschnitt des Wochenendes. Die Kartenverkäufe nahmen in der Folge weiter zu und Systemsprenger konnte in der folgenden Woche Platz 1 der Arthouse-Charts erreichen, wiederum mit dem besten Kopienschnitt. Nach drei Wochen erreichte Systemsprenger die 200.000-Besucher-Marke. Erst nach fünf Wochen gingen die Zuschauerzahlen erstmals signifikant zurück. Systemsprenger konnte sich bis Mitte November 2019 unter den Top 20 der regulären Kinocharts halten, bis Mitte Dezember 2019 in den Top 10 der Arthouse-Charts. In den Top 20 der Arthouse-Kinocharts 2019 belegte Systemsprenger Platz fünf, hinter Green Book – Eine besondere Freundschaft, Der Junge muss an die frische Luft, Joker sowie Once Upon a Time in Hollywood und war damit die zweiterfolgreichste deutsche Produktion.

### Einschaltquoten
Die deutsche Erstausstrahlung am 17. Mai 2021 im ZDF sahen 5,06 Millionen Zuschauer, was einem Marktanteil von 16,4 % entsprach.

## Auszeichnungen

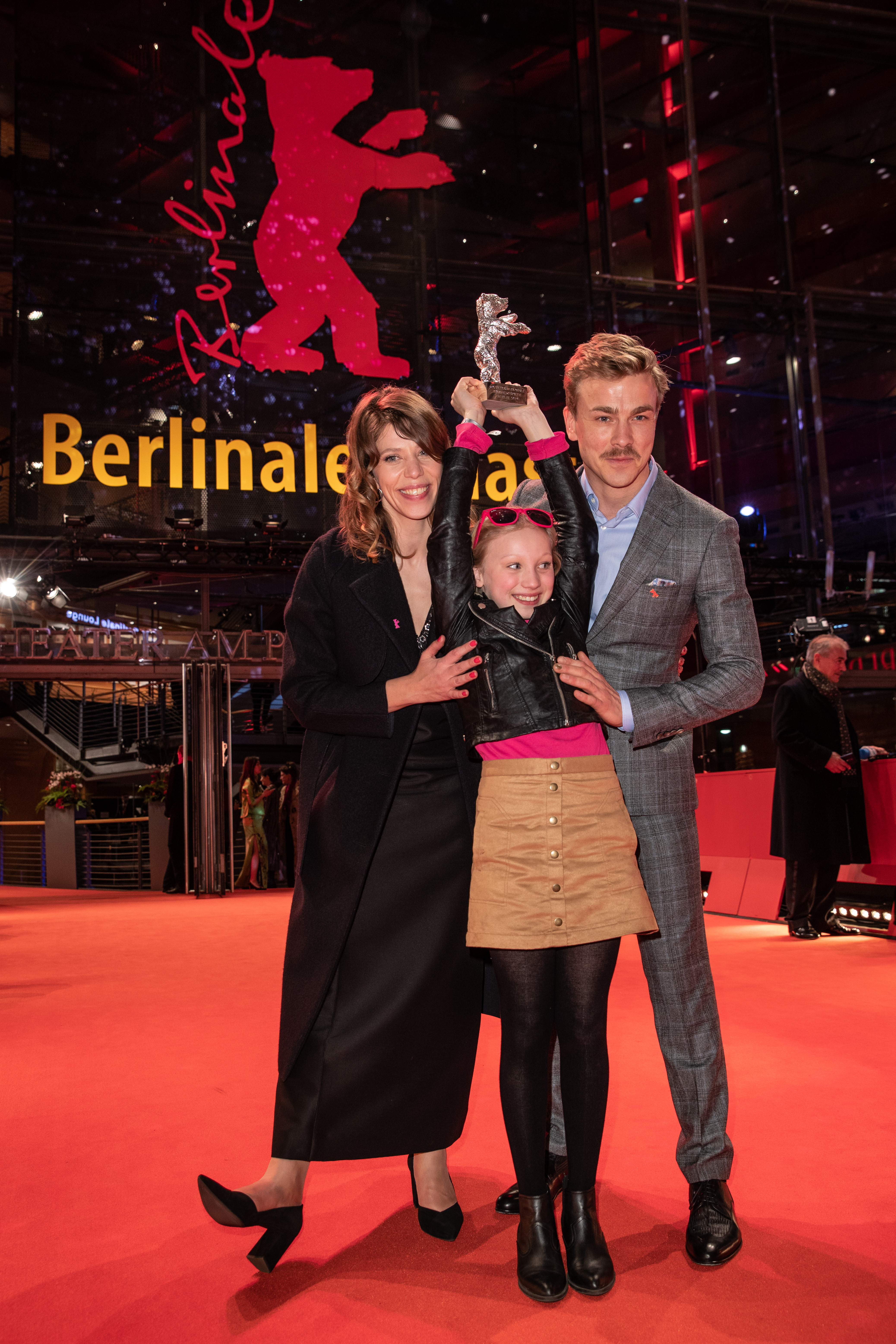
Nora Fingscheidt, Helena Zengel und Albrecht Schuch mit dem gewonnenen Silbernen Bären (Alfred-Bauer-Preis)

Noch vor Realisierung von Systemsprenger wurde Fingscheidts unveröffentlichtes Drehbuch mit einer Reihe von Preisen ausgezeichnet. 2019 konkurrierte sie erstmals bei den Internationalen Filmfestspielen Berlin um den Goldenen Bären, den Hauptpreis des Festivals. Der Film wurde im August 2019 als deutscher Vorschlag für die Kategorie „bester internationaler Film“ bei der Oscarverleihung 2020 ausgewählt, erreichte aber nicht die Shortlist. Für die Verleihung des Europäischen Filmpreises im Dezember 2019 folgten Nominierungen in den Kategorien Bester Film und Beste Darstellerin (Helena Zengel). Bei der Verleihung des Deutschen Filmpreises 2020 konnte Systemsprenger acht seiner zehn Nominierungen in Siege umsetzen. Ausgezeichnet wurde die Produktion u. a. in der Kategorie Bester Spielfilm, während Nora Fingscheidt für Regie und Drehbuch geehrt wurde. Helena Zengel, Albrecht Schuch und Gabriela Maria Schmeide erhielten Darstellerpreise zuerkannt. Nominiert, aber nicht ausgezeichnet wurden Nebendarstellerin Lisa Hagmeister und Filmkomponist John Gürtler.
Vorproduktion
Auszeichnungen vor Fertigstellung des Films:
- 2016: Emder Drehbuchpreis
- 2017: Kompagnon-Förderpreis des Programms Berlinale Talents
- 2017: Thomas Strittmatter Drehbuchpreis

Film- und Festivalpreise
Gewonnene Preise nach Fertigstellung des Films in den Jahren 2019/20:
| Jahr | Filmpreis/-festival                      | Kategorie                                                         | Preisträger                                                                                         |
| ---- | ---------------------------------------- | ----------------------------------------------------------------- | --------------------------------------------------------------------------------------------------- |
| 2019 | Internationale Filmfestspiele Berlin     | Alfred-Bauer-Preis                                                | Nora Fingscheidt                                                                                    |
| 2019 | Internationale Filmfestspiele Berlin     | Leserpreis der Berliner Morgenpost                                | Nora Fingscheidt                                                                                    |
| 2019 | Europäischer Filmpreis                   | Jurypreis – Beste Filmmusik                                       | John Gürtler                                                                                        |
| 2019 | Filmkunstfest Mecklenburg-Vorpommern     | Hauptpreis Fliegender Ochse                                       | Nora Fingscheidt                                                                                    |
| 2019 | Filmkunstfest Mecklenburg-Vorpommern     | Förderpreis der DEFA-Stiftung                                     | Nora Fingscheidt                                                                                    |
| 2019 | Filmkunstfest Mecklenburg-Vorpommern     | Preis für die beste Musik- und Tongestaltung                      | Sounddesign: Dominik Leube, Oscar Stiebitz; Ton: Corinna Zink, Jonathan Schorr; Musik: John Gürtler |
| 2019 | Filmkunstfest Mecklenburg-Vorpommern     | FIPRESCI-Preis                                                    | Nora Fingscheidt                                                                                    |
| 2019 | Internationales Filmfest Emden-Norderney | DGB-Filmpreis                                                     | Nora Fingscheidt                                                                                    |
| 2019 | Internationales Filmfest Emden-Norderney | Creative Energy Award                                             | Helena Zengel (Schauspiel), Nora Fingscheidt (Regie)                                                |
| 2019 | Fernsehfilmfestival Baden-Baden          | MFG-Star Baden-Baden                                              | Nora Fingscheidt                                                                                    |
| 2019 | Günter-Rohrbach-Filmpreis                | Filmpreis                                                         | Nora Fingscheidt                                                                                    |
| 2019 | Günter-Rohrbach-Filmpreis                | Preis des Saarländischen Rundfunks                                | Albrecht Schuch                                                                                     |
| 2019 | Günter-Rohrbach-Filmpreis                | Preis des Oberbürgermeisters                                      | Julia Kovalenko, Stephan Bechinger                                                                  |
| 2019 | Les Arcs European Film Festival          | Publikumspreis – Bester Spielfilm                                 | Nora Fingscheidt                                                                                    |
| 2019 | Molodist Filmfestival Kiew               | Preis der Ökumenischen Jury                                       | Nora Fingscheidt                                                                                    |
| 2019 | Noordelijk Film Festival                 | Publikumspreis                                                    | Nora Fingscheidt                                                                                    |
| 2019 | Santiago International Film Festival     | Beste Darstellerin                                                | Helena Zengel                                                                                       |
| 2019 | São Paulo International Film Festival    | Bester Film – New Directors Competition                           | Nora Fingscheidt                                                                                    |
| 2019 | Taipei Film Festival                     | Hauptpreis – International New Talent Competition                 | Nora Fingscheidt                                                                                    |
| 2019 | Transatlantyk Festival Łódź              | Transatlantyk Distribution Award – Wettbewerb „New Cinema“        | Nora Fingscheidt                                                                                    |
| 2019 | Transilvania International Film Festival | Publikumspreis                                                    | Nora Fingscheidt                                                                                    |
| 2019 | Vukovar Film Festival                    | Bester Film                                                       | Nora Fingscheidt                                                                                    |
| 2019 | Zurich Film Festival                     | Bester Film im Wettbewerb Fokus: Schweiz, Deutschland, Österreich | Nora Fingscheidt                                                                                    |
| 2020 | Bayerischer Filmpreis                    | Beste Produzenten                                                 | Peter Hartwig, Jonas Weydemann, Jakob D. Weydemann                                                  |
| 2020 | Deutscher Filmpreis                      | Bester Spielfilm – Filmpreis in Gold                              | Peter Hartwig, Jonas Weydemann, Jakob D. Weydemann                                                  |
| 2020 | Deutscher Filmpreis                      | Bestes Drehbuch                                                   | Nora Fingscheidt                                                                                    |
| 2020 | Deutscher Filmpreis                      | Beste Regie                                                       | Nora Fingscheidt                                                                                    |
| 2020 | Deutscher Filmpreis                      | Beste weibliche Hauptrolle                                        | Helena Zengel                                                                                       |
| 2020 | Deutscher Filmpreis                      | Beste männliche Hauptrolle                                        | Albrecht Schuch                                                                                     |
| 2020 | Deutscher Filmpreis                      | Beste weibliche Nebenrolle                                        | Gabriela Maria Schmeide                                                                             |
| 2020 | Deutscher Filmpreis                      | Bester Schnitt                                                    | Julia Kovalenko, Stephan Bechinger                                                                  |
| 2020 | Deutscher Filmpreis                      | Beste Tongestaltung                                               | Corinna Zink, Jonathan Schorr, Dominik Leube, Oscar Stiebitz, Gregor Bonse                          |
| 2020 | Palm Springs International Film Festival | FIPRESCI-Preis – Beste Darstellerin                               | Helena Zengel                                                                                       |
| 2020 | Romy                                     | Beste Regie Kinofilm                                              | Nora Fingscheidt                                                                                    |

Die Deutsche Film- und Medienbewertung (FBW) in Wiesbaden verlieh dem Film das Prädikat „besonders wertvoll“.